# Armando Paniagua
Armando Paniagua est un ancien coureur cycliste guatémaltèque.

## Palmarès
- 1964
  - Tour du Salvador

## Source
- Fiche d'Armando Paniagua sur Siteducyclisme.net